# Donskoy (chat)
Le donskoy, aussi appelé Don sphynx et sphynx du Don, Don Hairless, étant originaire de Rostov-sur-le-Don , en Russie, est une race de chats sans poils.

## Origines
La découverte du donskoy remonte à 1987 lorsqu’une institutrice, récupéra un chaton dans sa ville de Rostov-sur-le-Don. En grandissant, le chaton perdit tous ses poils, malgré les tentatives de traitement des vétérinaires.
Elena Kovalena appela le chaton Varvana. C'est cette chatte qui est à l’origine de la race. Quelques années plus tard Varvana donna naissance à sa première portée. Il y avait tant des chatons sans poils que des chatons avec poils. Ceux qui étaient nés avec une fourrure commencèrent à la perdre comme l’avait fait leur mère. Les nouveaux propriétaires de ces chatons pensèrent qu’ils étaient en mauvaise santé et ne voulaient pas les garder. C’est alors une éleveuse qui récupéra un des chatons et, totalement séduite, décida d’en faire une race. Le gène responsable de l'absence de poils étant dominant, il ne fut pas difficile de fixer la race en la croisant avec des européens, des persans ou des sibériens,. Le donskoy a également été croisé avec des orientaux, profitant de son gène dominant pour créer une variété d'orientaux nus
La race est d’abord reconnue par la WCF en 1997 le LOOF, la FIFé et la TICA ne la reconnaisse qu’à un stade préliminaire, c’est-à-dire que les donskoys ne peuvent pas participer à des expositions,,.
Le donskoy reste très rare. En France, 57 pedigrees ont été émis entre 2003 et 2014. 34 pedigrees LOOF ont été édités en 2019.

## Standards

### Corps

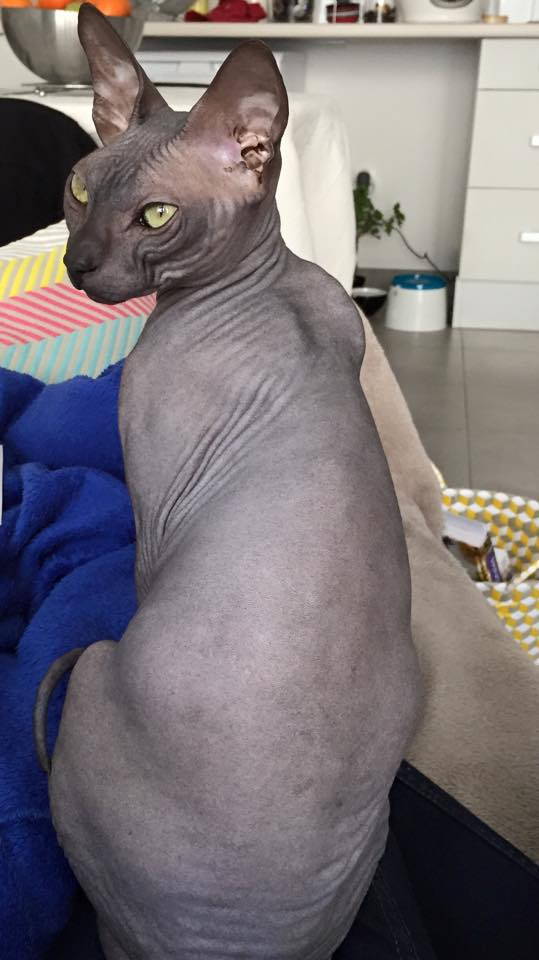
Portrait d'un donskoy nu.

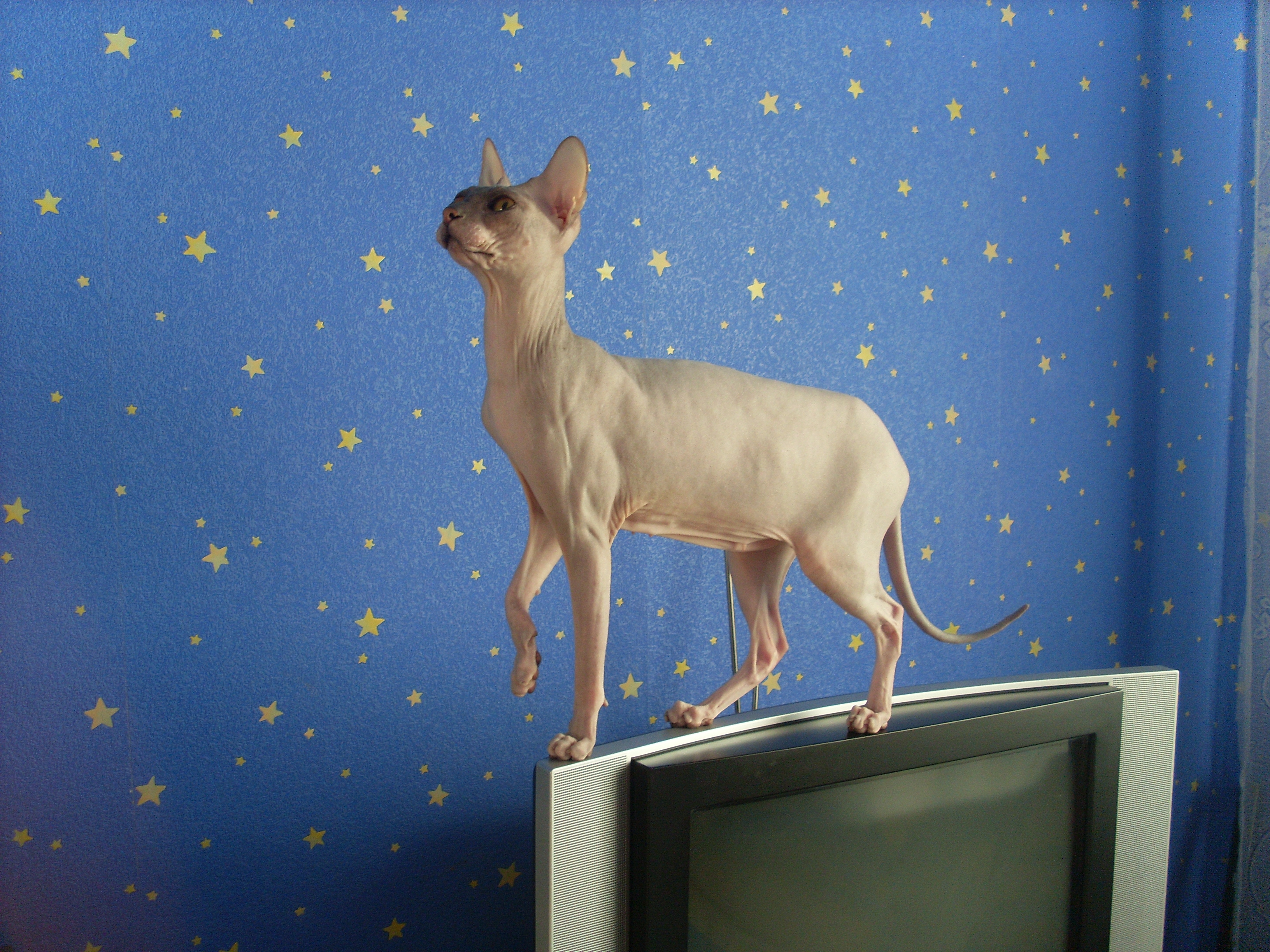
Silhouette d'un donskoy.

Le donskoy est un chat de taille moyenne à la silhouette semi-foreign . Sa musculature est puissante et sa croupe large. Il ne doit toutefois pas être trop lourd ou trop léger car cela serait pénalisé. Le standard de la FIFé précise que l'ossature est forte. Les pattes sont longues et musclées tout en restant proportionnées au reste du corps. Les pieds sont ovales, les doigts très longs. Les pattes sont palmées, le donskoy appréciant de nager en extérieur[réf. nécessaire]. La queue est longue et fine.

### Tête
La tête est cunéiforme et les pommettes sont saillantes. Une tête ronde, trop étroite, ou longue comme celle d'un chat oriental est considérée comme un défaut. Le museau est court selon le LOOF. Un menton trop discret est une faute. Les standards de la FIFé et de la TICA mentionnent  des canines longues pouvant dépasser des lèvres. Les moustaches, s’il y en a, doivent être bouclées. Les yeux sont placés de biais et légèrement en amande. Leur couleur doit être assortie à celle de la robe. Des yeux ronds ou trop fermés sont pénalisés lors d’une exposition. Les oreilles sont grandes, bien ouvertes et posées sur le haut du crâne. Trop basses sur la tête, ou trop petites cela est un défaut. Le bout de l’oreille est arrondi et de profil, on peut les voir pencher vers l’avant.
La tête ne doit avant tout pas ressembler à celle du sphynx car c’est un défaut éliminatoire.

### Robe et peau
La peau est la caractéristique principale du donskoy. Elle doit être élastique et comporter beaucoup de plis, notamment sur la tête, les aisselles, l’encolure et le ventre.  Un maximum de plis sont recherchés par les juges de la TICA. Du duvet est accepté sur le museau, les oreilles, les pieds, les parties génitales et le bout de la queue. Les chatons peuvent toutefois naître avec du poil et certains d’entre eux gardent malgré tout une fourrure qui peut être ondulée ou bouclée. Durant l’hiver, le donskoy peut aussi se constituer un duvet sur tout le corps. Le standard de la TICA précise que les traces d'épilation manuelle, de ressemblance avec un devon rex ou un cornish rex ou de traces de poils bouclés sont éliminatoires.
Toutes les couleurs de robe et tous les motifs sont autorisés. 
Cette peau solide et chaude est très résistante et lui permet de ne souffrir ni du soleil ni du froid.[réf. nécessaire]
Aucun croisement avec d’autres races n’est permis pour le LOOF ou la WCF, mais la TICA accepte encore des croisements avec des chats de gouttière.

## Caractère
Le donskoy est décrit comme un chat très actif, affectueux et intelligent. Ils sont très sociables tant avec les humains qu'avec les animaux.Leur manque d'agressivité les expose à des attaques de chats ou chiens venant de l'extérieur, ne sachant pas se défendre. Vif et joueur, il est très attaché à son maître et le suit sans cesse, comme un petit chien.

### Santé
Le donskoy est un chat sans problème génétique connu, il peut vivre jusqu'à 19 ans. Il peut cependant être exposé à des infections pulmonaires fréquentes.